# 극자외선

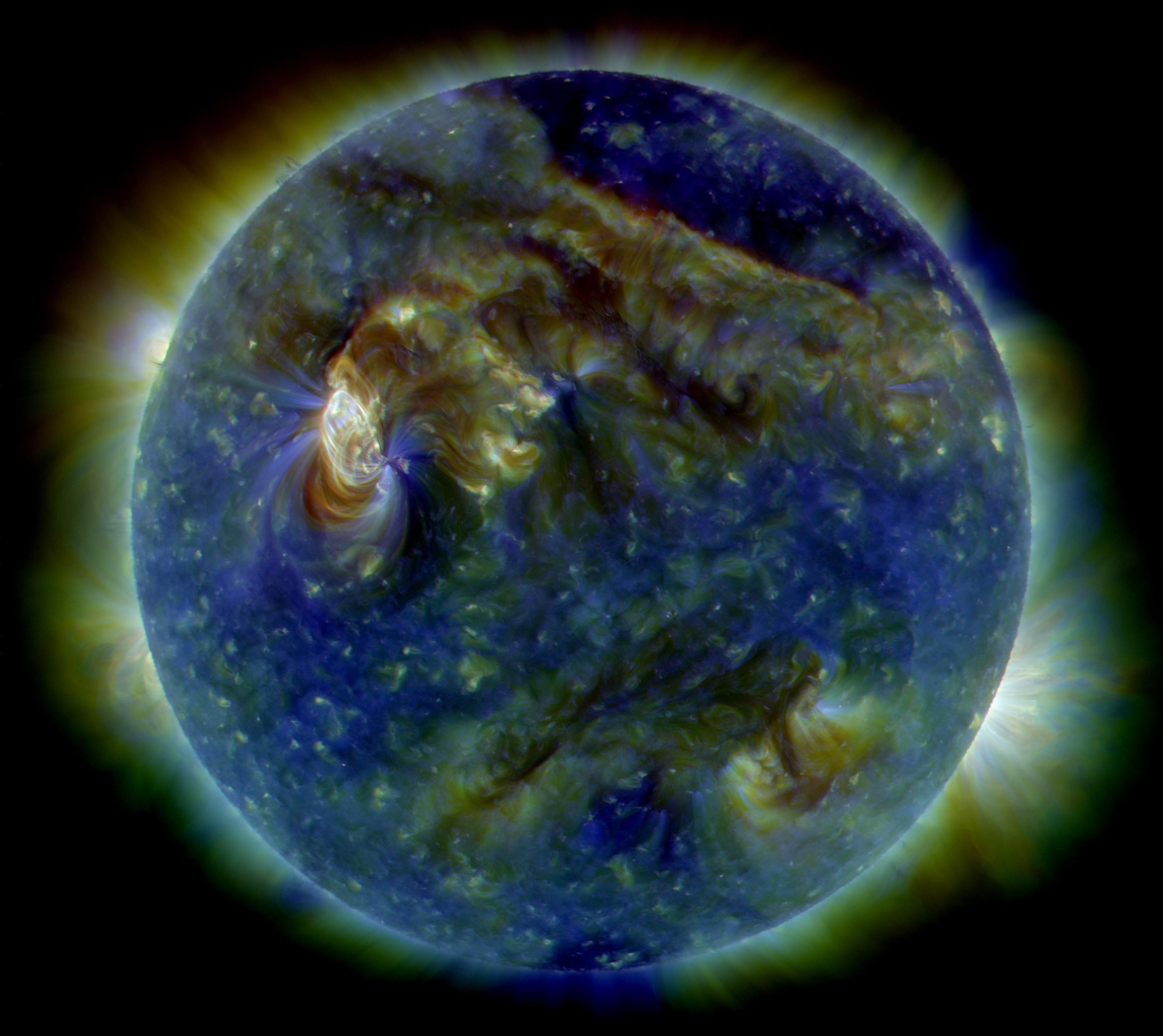
태양의 극자외선 합성 (빨간색: 21.1 nm, 녹색: 19.3 nm, 파랑색: 17.1 nm). 2010년 8월 1일 태양 활동 관측위성에 의해 촬영됨. 태양 플레어와 코로나 질량 방출을 보여주고 있다.

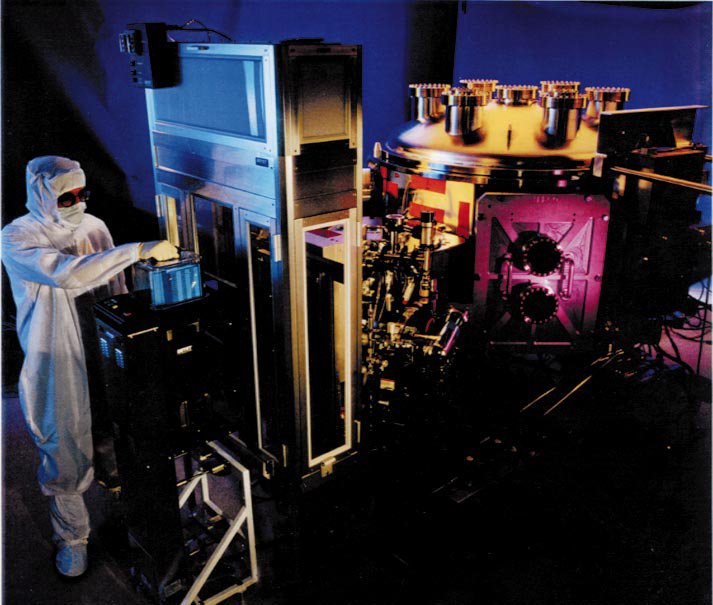
13.5 nm 극자외선은 반도체 제조 공정의 일부로서 포토리소그래피를 위해 상업적으로 사용된다. 이 이미지는 초기의 실험적인 도구를 보여준다.

극자외선(極紫外線, extreme ultraviolet, EUV 또는 XUV) 또는 고에너지 자외선 복사는 124 nm에서 10 nm까지 이르는 파장 범위의 전자기 스펙트럼의 일부에 속하는 전자기파로서, (프랑크-아이슈타인 방정식에 따라) 10 eV에서 최대 124 eV(각각 124 nm에서 10 nm에 맞먹음) 에너지의 광자를 갖는다. EUV는 코로나에 의해 자연적으로 발생되며 플라스마와 싱크로트론 방사원에 의해 인공적으로 만들어진다. 자외선(UVC)이 100 nm까지 확장할 수 있으므로 이 두 용어에서 겹치는 부분이 일부 존재한다.
주 용도는 광전자 분광학, 솔라 이미징, 리소그래피이다.
지구 대기권에서 EUV는 전자기파 스펙트럼에서 가장 흡광률이 높은 성분으로, 전달에는 고진공이 요구된다.

## 같이 보기
- 극자외선 탐사선
- 태양 활동 관측위성